# Премия Ивана Петровича Белкина
Премия Ивана Петровича Белкина — российская литературная премия. Учреждена в 2001 году издательством «Эксмо» и журналом «Знамя». Единственная крупная российская литературная премия, названная именем литературного героя. Автор идеи и бесменный координатор премии — Наталья Иванова. Присуждалась за лучшую повесть на русском языке, впервые опубликованную в течение календарного года. Именно жанровая направленность и выделяла премию Белкина среди других.
В 2005—2007 году не вручалась из-за прекращения финансирования со стороны «Эксмо», в 2008 году возобновила свою работу, получив спонсора в лице фонда Б. Н. Ельцина. Не вручается с 2014 года.

## Порядок присуждения
До 15-25 декабря текущего года формировался длинный список премии. Правом выдвижения пользовались редакции газет и журналов, творческие организации, а также профессиональные литературные критики, обозреватели, редакторы, издатели. Страна проживания автора и страна публикации произведения не имели значения. Cетевые публикации и рукописи не принимались.
Затем жюри премии, в которое входило пять человек (по количеству «Повестей Белкина»; назначались огркомитетом и сменялись каждый год), формировало короткий список из пяти произведений. Он традиционно объявляется в Татьянин день, 25 января следующего года. На Масленицу (в феврале-марте) становилось известно имя победителя, и проводилась торжественная церемония вручения наград. Авторы, вошедшие в короткий список, получали приз в размере 500 долларов, победитель — в размере 5000 долларов (с 2008 года — 50000 и 150000 рублей соответственно). После оглашения результатов финалисты выступали с речами, которые затем публиковались в журнале «Знамя».

## Критика
В 2001 году выбор победителя вызвал некоторое недоумение со стороны литературных критиков Андрея Немзера и Лизы Новиковой. В 2009 году выбор победителя вызвал скандал: взявшая первое место Ульяна Гамаюн от премии отказалась. Однако рецензируя вышедший вслед за этим сборник «Новый Белкин», обозреватель OpenSpace.ru Александра Стуккей писала: «Выбор координаторов премии не кажется необычным — да, это она, новая русская словесность. Во всей своей красе».
Светлана Василенко, комментируя отказ Ульяны Гамаюн от премии, противопоставила Премию Белкина Букеровской премии, которая, по словам писательницы, возникла на фоне развала Британской империи с целью сохранения целостности английской литературы на постимперском пространстве. Соответственно, Русский Букер оставался чужероден русской литературе. Премия Ивана Петровича Белкина же вручалась за повесть, по словам Василенко — самый русский, самый сердечный жанр, и уже в силу этого оказывалась в центре общественной дискуссии. При этом она призвала жюри премии сделать её общенациональной и больше внимания обращать на эту дискуссию, беря в этом пример с премии НОС.
В 2013 году писатель и критик Александр Кузьменков опубликовал в журнале Бельские просторы статью «Премия имени Ляписа. Заметки о премии И.П. Белкина — 2013», в котором подверг резкой критике выбор жюри этой премии в 2012 году, выбор жюри премий «Русский Букер», «Большая книга», «Национальный бестселлер» и состояние мейнстрима современной русской литературы в целом.

## Лауреаты

### 2001
Финалисты:
- Сергей Бабаян, «Без возврата»
- Андрей Геласимов, «Фокс Малдер похож на свинью»
- Фаина Гримберг, «Мавка»
- Андрей Дмитриев, «Дорога обратно»
- Анна Матвеева, «Перевал Дятлова»
- Ольга Славникова, «Бессмертный».

Жюри:
- Фазиль Искандер, председатель
- Алла Латынина
- Борис Дубин
- Сергей Чупринин
- Сергей Юрский.

Критик Андрей Немзер, полностью согласившись с попаданием Сергея Бабаяна в короткий список, выразил удивление, что победителем стал он, а не Андрей Геласимов. Удивление выбором жюри разделила и книжный обозреватель «Коммерсанта» Лиза Новикова.

### 2002
Финалисты:
- Марина Вишневецкая, «Из книги „Опыты“»
- Андрей Геласимов, «Жажда»
- Юрий Горюхин, «Встречное движение»
- Илья Кочергин, «Помощник китайца»
- Асар Эппель, «Кастрировать Кастрюльца».

Критика:
- Андрей Немзер — в номинации «Станционный смотритель».

Жюри:
- Леонид Зорин, председатель
- Владимир Березин
- Юрий Арабов
- Алексей Перелович
- Елена Холмогорова

### 2003
Финалисты:
- Андрей Дмитриев, «Призрак театра»
- Владимир Курносенко, «Прекрасны лица спящих»
- Ирина Поволоцкая, «Юрьев день»
- Валерий Попов, «Третье дыхание»
- Михаил Тарковский, «Кондромо».

Критика:
- Тимур Кибиров — в номинации «Станционный смотритель».

Жюри:
- Мариэтта Чудакова, председатель
- Владимир Познер
- Евгений Рейн
- Алексей Слаповский
- Карен Степанян.

### 2004
Финалисты:
- Владислав Оторошенко, «Дело об инженерском городе»
- Марина Палей, «Хутор»
- Игорь Савельев, «Бледный город»
- Олег Хафизов, «Полет „России“»
- Фигль-Мигль, «Кража молитвенного коврика».

Жюри:
- Андрей Битов, председатель
- Николай Александров
- Марина Вишневецкая
- Тимур Кибиров
- Ольга Трунова.

### 2005—2007
Премия не вручалась.

### 2008
Финалисты:
- Леонид Зорин, «Медный закат»[40][41].
- Татьяна Марьина, «Надежда умирает последней»
- Марина Палей, «Рая & Аад»
- Игорь Фролов, «Ничья»
- Маргарита Хемлин, «Про Иону»
- Сергей Юрский, «Выскочивший из круга».

Критика:
- Алла Латынина — в номинации «Станционный смотритель».

Жюри:
- Игорь Виноградов, председатель
- Александр Гаврилов
- Борис Пастернак
- Елена Фанайлова
- Владимир Шаров

### 2009
Финалисты:
- Ульяна Гамаюн, «Безмолвная жизнь со старым ботинком»
- Эргали Гер, «Кома»
- Ирина Левитес, «Боричев Ток, 10»
- Фарид Нагим, «Теория падений»
- Александр Ушаров, «Мясо».

Критика:
- Евгений Ермолин — в номинации «Станционный смотритель»
- Лев Данилкин — в номинации «Дистанционный смотритель».

Жюри:
- Александр Архангельский, председатель
- Максим Амелин
- Марина Брусникина
- Андрей Дмитриев
- Анна Кузнецова.

После записи в своём блоге писательницы Светланы Василенко о недовольстве решением жюри Ульяна Гамаюн отказалась от премии, что, в свою очередь, вызвало яркую реакцию со стороны общественности.

### 2010
Финалисты:
- Сергей Красильников, «Critical strike»
- Афанасий Мамедов, «У мента была собака»
- Иван Наумов, «Мальчик с саблей»
- Анна Немзер, «Плен»
- Гулла Харичев, «Салам тебе, Далгат!».

Критика:
- Мария Ремизова — в номинации «Станционный смотритель».

Жюри:
- Александр Эбаноидзе, председатель
- Гарри Бардин
- Евгения Вежлян
- Алла Гладкова
- Евгений Ермолин.

### 2011
Финалисты:
- Алексей Козлачков, «Запах искусственной свежести»
- Ирина Богатырева, «Товарищ Анна»
- Марина Вишневецкая, «Пусть будут все»
- Максим Осипов, «Человек эпохи Возрождения»
- Елена Стяжкина, «Все так» — в новой номинации номинации «Учительский Белкин».

Критика:
- С. Гедройц — в номинации «Станционный смотритель».

Жюри:
- Леонид Юзефович, председатель
- Екатерина Гениева
- Анатолий Курчаткин
- Валерия Пустовая
- Наталия Рязанцева.

### 2012
Финалисты:
- Дмитрий Верещагин, «Заманиловка»
- Дмитрий Ищенко, «Териберка»
- Ирина Поволоцкая, «Пациент и Гомеопат»
- Геннадий Прашкевич, «Упячка-25».
- Владимир Холодов, «Шанс»
- Эдуард Веркин — в номинации «Учительский Белкин»[60].

Критика:
- Анна Кузнецова — в номинации «Станционный смотритель»
- Андрей Василевский — в номинации «Станционный смотритель».

Жюри:
- Юрий Буйда, председатель
- Алексей Алехин
- Леонид Бахнов
- Евгений Богатырёв.
- Денис Драгунский.

Глубокое неудовольствие премией в целом и её итогами за 2012 год в частности выразил писатель и известный своей непримиримой позицией критик Александр Кузьменков.

### 2013
Финалисты:
- Татьяна Толстая, «Легкие миры»
- Илья Бояшов, «Кокон»
- Юрий Буйда, «Яд и мед»
- Денис Драгунский, «Архитектор и монах»
- Яна Жемойтелите, «Недалеко от рая» — в номинации «Барышня-крестьянка»
- Александра Киров, «Давай расстанемся на лето» — в номинации «Выстрел»
- Максим Осипов, «Кейп-Код» — в номинации «Учительский Белкин».

Критика:
- Сергей Костырко — в номинации «Станционный смотритель».

Жюри:
- Александр Кабаков, председатель
- Вадим Абдрашитов
- Дмитрий Бак
- Сергей Беляков
- Игорь Волгин

## Новый Белкин
По итогам первых семи вручений премии Наталья Иванова составила альманах «Новый Белкин», состоящий из семи повестей — номинантов на премию, не получивших её: Эргали Гера, Андрея Дмитриева, Ильи Кочергина, Марины Палей, Ирины Поволоцкой, Игоря Фролова и Маргариты Хемлин. Также в книгу включены эссе критиков и литературоведов, лауреатов в номинации «Станционный смотритель» — Инны Булкиной, Льва Данилкина, Евгения Ермолина, Аллы Латыниной, Тимура Кибирова, Андрея Немзера и самой Натальи Ивановой. Альманах был выпущен издательством «Время» в 2011 году тиражом 2000 экземпляров. Оценивая сборник, обозреватель OpenSpace.ru Александра Стуккей, согласившись, что содержание сборника действительно адекватно отражает состояние русской прозы, и уточнив, что пограничность жанра повести требует особой виртуозности от пишущих в нём авторов, резюмировала, что только повесть Эргали Гера «Кома» (из-за не вручения первого места которой в 2009 году случился скандал) «можно назвать повестью, и даже больше — литературой», охарактеризовав остальное содержание сборника как «„толстожурнальность“, что бы это слово ни значило».

## Комментарии
1. ↑  Наталья Иванова, объявляя о создании премии, также противопоставила её Букеровской и подчеркнула неслучайность выбора повести, отметив, что из-за погони за Букером писатели «даже небольшие свои произведения начинают раздувать до размеров романа»[3].